# Szyszki Włościańskie
Szyszki Włościańskie (prononciation : [ˈʂɨʂki vwɔɕˈt͡ɕaɲskʲɛ]) est un village polonais de la gmina de Gzy dans le powiat de Pułtusk de la voïvodie de Mazovie dans le centre-est de la Pologne.
Il se situe à environ 17 kilomètres à l'ouest de Pułtusk (siège de le powiat) et à 59 kilomètres au nord de Varsovie (capitale de la Pologne).
Le village compte approximativement une population de 310 habitants.

## Histoire
De 1975 à 1998, le village appartenait administrativement à la voïvodie de Ciechanów.